# Kanton Les Abymes-5
Der Kanton Les Abymes-5 war ein französischer Wahlkreis im Übersee-Département Guadeloupe im Arrondissement Pointe-à-Pitre. Er umfasste einen Teil der Gemeinde Les Abymes.